# Psousennès II
Pour les articles homonymes, voir Psousennès.
Psousennès II ou Pasebakhaienniout II, que Manéthon appelle Psusennes et auquel il compte quatorze ans de règne, est un roi égyptien depuis Tanis sur le territoire de la Basse-Égypte vers 957 à 943 avant l'ère commune. Il sera le dernier pharaon de la XXIe dynastie. Il y a beaucoup d'incertitudes concernant ce souverain très mal documenté.

## Généalogie
Les origines de Psousennès II sont inconnues, mais il semble s'inscrire dans la lignée des rois tanites. Ainsi, il est possible qu'il soit tout simplement le fils de son prédécesseur Siamon.
La reine Karimala, « grande épouse royale » et « fille du roi », est donnée par Chris Bennett comme fille d'Osorkon l'ancien et épouse de Siamon ou de Psousennès II, avec une préférence pour Siamon. Cette théorie reste toutefois peu suivie, et l'ouvrage de synthèse de Frédéric Payraudeau ignore complètement cette reine.
Psousennès II a au moins une fille : Maâtkarê, qui épouse Osorkon Ier,deuxième roi de la XXIIe dynastie, et avec qui elle a le grand prêtre d'Amon Sheshonq. 
Une seconde fille lui a été quelques fois accordée : Tanytsepeh, qui épouse Chedsounéfertoum, grand prêtre de Ptah à Memphis, bien qu'il s'agisse plus vraisemblablement de la fille de Sheshonq Ier, premier roi de la XXIIe dynastie.

## Identité
Il a parfois été confondu avec le grand prêtre d'Amon Psousennès III, fils de Pinedjem II, qui vécut à la même période. Psousennès III est grand prêtre dès l'an X du règne de Siamon, or un grand prêtre d'Amon nommé Psousennès est à nouveau attesté en un an V qui ne peut être que celui du successeur de Siamon, c'est-à-dire Psousennès II. À moins de considérer que Psousennès, fils de Pinedjem II, ait abandonné sa charge de grand prêtre d'Amon à la mort de Siamon pour devenir roi et laisser sa place à un nouveau grand prêtre nommé également Psousennès, il est bien plus réaliste de considérer que le fils de Pinedjem II a conservé sa charge d'un règne à l'autre, le nouveau roi Psousennès successeur de Siamon étant une autre personne.

## Règne
Manéthon indique quatorze ans de règne pour ce roi, ce que semblent attester les divers documents datant de son règne : un texte des annales sacerdotales daté d'un an XI d'un Psousennès ne peut que lui correspondre, tandis que des bandelettes de momies thébaines indiquent pour la datation la plus élevée l'an XIII. Les égyptologues Rolf Krauss, Erik Hornung et David Warburton ont modifié la durée de règne donnée par Manéthon de quatorze à vingt-quatre ans. Cette proposition est fondée sur la chronologie interne de la grande stèle de Dakhla, qui remonte à l'an 5 de Sheshonq Ier. Pour eux, les dates de règne pour ce pharaon seraient de 967 à 943 AEC ; leur hypothèse ne fait toutefois pas l'unanimité.
Les personnes les plus importantes du royaume sont alors le grand prêtre d'Amon Psousennès III et surtout la famille d'Osorkon l'ancien : son frère, le grand chef des Mâ Nimlot, le fils de Nimlot, le grand chef des Mâ Sheshonq (le futur roi Sheshonq Ier) et le fils de Sheshonq, le chef des archers du roi Osorkon (le futur roi Osorkon Ier). Cette famille est la plus puissante du royaume à ce moment-là, et obtient d'ailleurs du roi l'établissement d'un culte à Abydos pour Nimlot lorsque ce dernier meurt au cours du règne (c'est probablement à cette occasion que Psousennès II et Psousennès III ont laissé leurs titulatures respectives dans le temple funéraire de Séthi Ier et laisser des jarres votives près du tombeau d'Osiris dans la nécropole d'Oumm el-Qa'ab). Sous son règne, par l'action du grand prêtre d'Amon Psousennès III, déjà en poste sous le règne de Siamon, les activités se multiplient sur la rives ouest de Thèbes pour protéger les tombeaux des pilleurs qui continuent de sévir.
La fille de Psousennès II, Maâtkarê et à qui Psousennès II dédie une inscription oraculaire sur le VIIe pylône du temple d'Amon à Karnak, épouse d'ailleurs le chef des archers du roi Osorkon, qui deviendra plus tard le roi Osorkon Ier et avec qui elle aura un fils, Sheshonq, qui deviendra grand prêtre d'Amon à Thèbes. À la mort de Psousennès II, la puissance de la famille de Sheshonq Ier et les liens matrimoniaux permettent à ce dernier de se proclamer roi et légitime successeur de Psousennès II, inaugurant ainsi la XXIIe dynastie.

## Sépulture
II construit probablement son tombeau à Tanis dans la nécropole royale aménagée dans l'enceinte du grand temple d'Amon. Cependant cette tombe n'a pas été retrouvée. Selon quelques spécialistes, il serait l'une des deux momies (l'autre étant potentiellement celle de son prédécesseur Siamon, selon Bill Manley) retrouvées complètement décomposées dans l'antichambre du tombeau de Psousennès Ier découvert par Pierre Montet en 1940. Cependant rien à ce jour[Quand ?] ne vient confirmer cette supposition. Les historiens basent leur proposition sur la découverte d'ouchebtis trouvés sur ces momies qui portaient le nom du pharaon.

## Culture moderne
Dans son recueil de nouvelles Les Reines tragiques (1962), et précisément dans la deuxième, La Reine résignée, sur Balkis, reine de Saba, la romancière Juliette Benzoni attribue le nom de Taya à l'épouse de Salomon, la principale de son harem, l'« Égyptienne », fille de Pharaon, en nommant ce dernier comme « Psousennès II », plutôt que comme Sheshonq, son successeur immédiat voire « simultané » sur le trône, et le premier pharaon de la dynastie suivante, la XXIIe.